# Leucosticte tephrocotis
El pinzón montano nuquigrís (Leucosticte tephrocotis) es una especie de ave paseriforme de la familia Fringillidae. Se reproduce en las islas del mar de Bering, Alaska, el oeste de Canadá y en el noroeste de Estados Unidos continentales. 
En invierno, se alimenta principalmente de semillas y en verano captura una gran variedad de insectos voladores y terrestres.

## Subspecies
Se reconocen ocho subespecies:
- L. t. dawsoni Grinnell, 1913
- L. t. griseonucha (Brandt, 1842)
- L. t. irvingi Feinstein, 1958
- L. t. littoralis S. F. Baird, 1869
- L. t. maxima W. S. Brooks, 1915
- L. t. tephrocotis (Swainson, 1832)
- L. t. umbrina Murie, 1944
- L. t. wallowa A. H. Miller, 1939